# Gbe-Sprachen

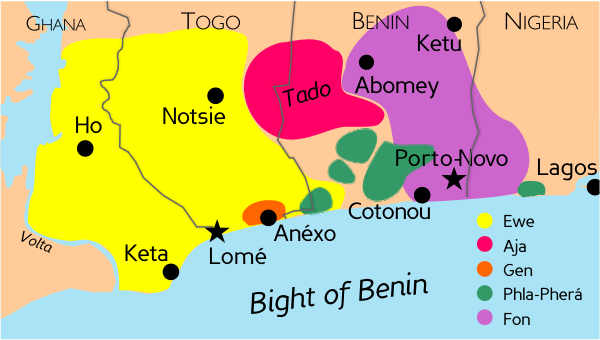
Verbreitung der Gbe-Sprachen

Die Gbe-Sprachen /g͡be/ sind eine Gruppe von ungefähr 20 ähnlichen Sprachen, die in einem Gebiet, das vom östlichen Ghana bis zum westlichen Nigeria reicht, verbreitet sind. Die Zahl der Sprecher von Gbe-Sprachen beträgt zwischen vier und acht Millionen. Die am weitesten verbreitete ist Ewe (3 Millionen Sprecher in Ghana und Togo) gefolgt von Fon (1,7 Millionen Sprecher hauptsächlich in Benin). Die Gbe-Sprachen wurden früher zu den Kwa-Sprachen innerhalb der Niger-Kongo-Sprachen gerechnet, gehören zu den West-Benue-Kongo-Sprachen und bestehen aus fünf großen Dialektgruppen: Ewe, Fon, Adja, Gen und Phla-Pherá.